# شماهي أطلسي
شماهي أطلسي (الاسم العلمي Micropogonias undulatus)، نوع سمك من الشماهي وفصيلة البهاريات. هذه الأسماك عادة ما توجد في مصبات الأنهار من ماساتشوستس إلى خليج المكسيك.